# Holiday Night
Holiday Night è il sesto album in studio in lingua coreana (il nono complessivo) del gruppo musicale sudcoreano Girls' Generation, pubblicato il 4 agosto 2017 dalla SM Entertainment.

## Tracce
1. Girls Are Back – 3:31 (testo: Jo Yoon-kyung, Im Jung-hyo – musica: Deez, Anne Judith Stokke Wik, Che Jamal Pope)
2. All Night – 3:46 (testo: Kenzie – musica: Ollipop, Daniel Caesar, Ludwig Lindell, Hayley Aitken, Caesar e Loui)
3. Holiday – 3:46 (testo: Seohyun, JQ Kim Hye-jung – musica: Lawrence Lee, Marta Grauers, Louise Frick Sveen)
4. Fan – 3:56 (testo: Kenzie – musica: Kenzie)
5. Only One – 3:22 (testo: January 8 – musica: Andreas Öberg, Maria Marcus, Gustav Karlstrom)
6. One Last Time – 3:40 (testo: Mafly Lee Hee-ju – musica: Mike Woods, Kevin White, Andrew Bazzi, MZMC, Rice n' Peas)
7. Sweet Talk – 3:26 (testo: Seohyun – musica: Wassily Gradovsky, Carolyn Jordan, Alice Penrose, Mussashi)
8. Love Is Bitter – 3:43 (testo: Hwang Hyun – musica: Hwang Hyun, Mayu Wakisaka)
9. It's You (오랜 소원 Long Wish) – 3:59 (testo: Yuri – musica: Kevin Charge, Claire Rodrigues Lee)
10. Light Up the Sky – 4:01 (testo: Kenzie – musica: Kenzie, Erik Lidbom)

## Classifiche
| Classifica (2017) | Posizione massima |
| ----------------- | ----------------- |
| Corea del Sud     | 2                 |
| Giappone          | 16                |